# Trypeticus riedeli
Trypeticus riedeli är en skalbaggsart som beskrevs av Kanaar 2003. Trypeticus riedeli ingår i släktet Trypeticus och familjen stumpbaggar. Inga underarter finns listade i Catalogue of Life.